# Golden Foot
Golden Foot er en international fodboldpris, der årligt tildeles en mindst 27-årig, endnu aktiv fodboldspiller, der har haft en lang international karriere, og som samtidig har vist sig som et godt eksempel på og uden for fodboldbanen. Prisen er blevet uddelt siden 2003, og hvert år udvælger en gruppe mediefolk ti kandidater, der efterfølgende sættes til offentlig afstemning på Golden Foots hjemmeside. Den af kandidaterne, der har fået det højeste stemmeantal, modtager prisen ved en ceremoni i Monaco. Ved ceremonien tages et fodaftryk af vinderen, og aftrykket forgyldes og hænges op i The Champions Promenade i Monaco. Her findes også aftryk fra andre store spillere, hvis karrierer var forbi, inden de kunne modtage prisen.

## Prismodtagere
- 2017 – Iker Casillas, FC Porto og Spanien
- 2013 – Didier Drogba, Galatasaray SK og Elfenbenskysten
- 2012 – Zlatan Ibrahimović, Paris Saint-Germain og Sverige
- 2011 – Ryan Giggs, Manchester United og Wales
- 2010 – Francesco Totti, AS Roma og Italien
- 2009 – Ronaldinho, AC Milan og Brasilien
- 2008 – Roberto Carlos, Fenerbahce og Brasilien
- 2007 – Alessandro Del Piero, Juventus og Italien
- 2006 – Ronaldo, Real Madrid og Brasilien
- 2005 – Andrij Sjevtjenko, AC Milan og Ukraine
- 2004 – Pavel Nedved, Juventus og Tjekkiet
- 2003 – Roberto Baggio, Brescia og Italien

## Ekstern henvisning
- Officiel hjemmeside for Golden Foot Arkiveret 11. oktober 2010 hos  Wayback Machine